# Фоллиот фон Кренневиль, Людвиг Карл
Граф Людвиг Карл Фоллиот фон Кренневиль (Луи Шарль Фоллио де Кренневиль; нем. Ludwig Karl Folliot von Crenneville, фр. Louis Charles Folliot de Crenneville; 3 июля 1763, Мец — 21 июня 1840, Вена) — австрийский генерал от кавалерии (1831). Анненский (1814) и Александровский кавалер (1833).

## Биография
Родился в 1763 (по другим данным, в 1765) году в Меце, Королевство Франция. В 1778 году поступил офицером на военно-морской флот Франции, где прослужил вплоть до революции, которую категорически не принял, эмигрировал и, после нескольких лет мытарств, поступил на службу в австрийскую армию.
К началу Войны шестой коалиции (1813) — фельдмаршал-лейтенант (генерал-лейтенант). Отличился в сражении при Дрездене, в целом неудачном для союзной русско-прусско-австрийской армии. В 1814 году участвовал во взятии Парижа. В том же году, за боевые отличия, был награждён рыцарским крестом Военного ордена Марии Терезии (высшей австрийской наградой за доблесть в бою).
После Реставрации Бурбонов остался в Австрии.
Во время Ста дней командовал авангардом австрийской армии, наступавшей на Францию со стороны Италии, участвовал в занятии Лиона.
В 1831 году был повышен в чине до генерала от кавалерии. В 1835 году получил должность одного из командиров австрийской лейб-гвардии (Лейб-гвардии в Австрии выполняла функции церемониального дворцового подразделения).
Скончался Фоллиот фон Кренневиль в 1840 году в Вене.